# NGC 808
NGC 808 este o galaxie spirală situată în constelația Balena. A fost descoperită în 14 octombrie 1830 de către John Herschel. Se află la o distanță de 69,82 de megaparseci de Pământ.